# Августин (Синайский)
Архимандрит Августин (в миру Алекса́ндр Льво́вич Сина́йский; 1850—1918) — духовный писатель, церковный историк, священник Русской православной церкви, игумен Псково-Печерского монастыря.

## Биография
Родился в семье священника. Окончил Орловская духовную семинарию. В 1877 году окончил Московскую духовную академию. Был священником Новодеревенской церкви.
В 1911—1914 гг. — ректор Ставропольской духовной семинарии.
В 1914—1917 гг. — игумен Псково-Печерского монастыря, где написал статьи о псковских святынях и русских монастырях. Устраивать беседы для жителей г. Печоры.
Августин любил повторять: «Нет в мире бесполезных людей, каждый вносит свой вклад в дело материального и духовного развития своей страны».
С началом Первой мировой войны в 1914 году монастырь под руководством Августина сразу же развернул широкую работу в деле помощи беженцам: их устраивали на жительство в ближайшие деревни, некоторых брали в монастырь на работу, собирали для них продукты питания, больных размещали по больницам в Печорах, во Пскове и в других местах, детей отправляли в приюты, раненых размещали в госпитали. Лазаревский корпус был переделан под лазарет для выздоравливающих воинов и т. д. У Августина был деятельный помощник игумен Парфений, впоследствии наместник монастыря. Он вёл все хозяйственные дела. Со дня начала войны в храмах были установлены ежедневные молебствия о даровании победы, о сохранении жизней сражавшихся на полях битвы, поминали убиенных и от ран скончавшихся. В то же время многие из монахов и послушников были взяты в армию. Распространялся тиф, начался голод, в монастырской трапезной начали кормить голодающих.
В 1916 году Архимандрит Августин был вызван в Санкт-Петербургскую Духовную Академию для преподавания на кафедре богословия. Через два года он умер от брюшного тифа.

## Труды
- Отношение русской церковной власти к расколу старообрядства в первые годы синодальнаго управления при Петре Великом (1721—1725 г.) / иcследование священника А. Синайскаго. — Санкт-Петербург : Синодальная тип., 1895. — VIII, XIV, 16-352, XVIII, [3] с.
- Краткий очерк церковно-общественной деятельности преподобного Максима Грека по части обличения и исправления заблуждений, недостатков и пороков русского общества XVI ст. (1518—1556 г.) / Сост. свящ. А. Синайский. — Санкт-Петербург : тип. Гл. упр. уделов, 1898. — 74 с.
- Краткое описание жизни преподобного Максима Грека / Сост. свящ. А. Синайский. — Санкт-Петербург : тип. Гл. упр. уделов, 1898. — 16 с.
  - Краткое описание жизни и деятельности преподобного Максима Грека. — 2-е изд., испр. и доп. — Санкт-Петербург : тип. Гл. упр. уделов, 1902. — 23 с.
- Отношения древне-русской церкви и общества к латинскому западу (католичеству) : (X—XV в.) : Церк.-ист. очерк. — Санкт-Петербург : типография акционерного общества «Издатель», 1899. — 163 с.
- Разбор мнений в католичестве древней России (X—XV в.) : Ист.-критич. очерк. — Санкт-Петербург : типография акционерного общества «Издатель», 1899. — 48 с.
- Ответ на замечания рецензентов о сочинении «Отношение русской церковной власти к расколу старообрядства в первые годы синодального управления при Петре Великом», помещенные в «Богословском вестнике» 1897 года. — Санкт-Петербург : тип. Глав. уделов, 1899. — 42 с.
- Сто проповедей катихизического, нравоучительного и местно-служебного содержания (1883—1900 гг.) / Законоучитель и приходской свящ. А.С.; Изд. церк. старосты Новодеревенской благовещенской церкви Ф. Д. Гунина. — Санкт-Петербург, 1900. — 246 с.
- Сборник проповедей вероучительнаго и местно-служебнаго содержания (1883—1901 гг.) : (дополнение к 100 проповедям) / составил законоучитель, священник А. С. — Санкт-Петербург : Тип. Гл. Упр. Уделов, 1902. — 135, [1] с.;
- Магометанство в его истории и отношении к христианству : Культурно-ист. очерк. — Санкт-Петербург : тип. А. П. Лопухина, 1902. — [4, 42 с.
  - Магометанство в его истории и отношении к христианству : Культурно-ист. очерк. — 2-е изд., испр. и доп. — Санкт-Петербург : И. Л. Тузов, 1904. — 66 с.
- Из истории борьбы и полемики по вопросу об иконопочитании в древнее и настоящее время : [(По поводу отрицат. отношения к иконам со стороны соврем. сектантов)]. — Санкт-Петербург : тип. «Бережливость», 1904. — 47 с.
- Из истории мероприятий против русского раскола старообрядства в первые годы синодального управления (при преемниках Петра Великого, в царствование Екатерины I и Петра II) : 1725—1730 : Церк.-ист. очерк / Сост. прот. А. Л. Синайский. — Санкт-Петербург : тип. И. В. Леонтьева, 1906. — [2], 89, 3 с.
- О молитве, как главной обязанности нашей к Богу. — [Б. м.] : [б. и.], [1906?]. — 13 с.
- О падших и отлученных в древнехристианской церкви и русской. — Санкт-Петербург : тип. «Колокол», 1908. — [2], IV, 115 с.